# Vrbové
Vrbové (in ungherese Verbó, in tedesco Vrbau) è un comune della Slovacchia facente parte del distretto di Piešťany, nella regione di Trnava.
Ha dato i natali a Ján Baltazár Magin, poeta e storico, autore dell'Apologia della nazione slovacca, e Maurice-Auguste Beniowski, famoso avventuriero del diciottesimo secolo. 

## Amministrazione

### Gemellaggi
- Allstedt
- Spišské Podhradie
- Vítkov